# Вулверин
Вулверин или Ждеравац (енгл. Wolverine) је измишљени лик и суперхерој канадског порекла из стрипова издавачке куће Марвел комикс. Лик се први пут појавио октобра 1974. у 180. броју стрип-часописа Халк. Сценаристи стрипа су Лен Вин и Џон Ромита Старији, а цртач је Херб Тримпи. У почетку је био замишљен као самосталан лик, али у каснијим епизодама постаје члан Икс људи.

## Карактеризација
Вулвериново право име је Џејмс Хаулет, али је најпознатији по надимку Логан. Ради се о мутанту изоштрених чула, изузетно снажном, са ојачаним скелетом као и са способношћу убрзаног исцељења. Старост му је немогуће утврдити. На превару је увучен у програм стварања Оружја икс када му је скелет обложен адамантијумом, неуништивом легуром. Захват је преживео захваљујући способности убрзаног исцељења, али је притом изгубио памћење. Он има и брата Виктора Крида. Он је врста Сабертут.

## Други медији
У филмској трилогији о Икс људима (Икс-мен, Твентит сенчури Фокс) глумио га је аустралијски глумац Хју Џекман.